# Czad (jezioro)
Czad (fr. Lac Tchad, arab. ‏بحيرة تشاد, Buḥayrat Tšād‎, ang. Lake Chad) – jezioro bezodpływowe w środkowej Afryce, w Kotlinie Czadu, na pograniczu Czadu, Nigerii, Nigru i Kamerunu. Wskutek zmian klimatycznych i w wyniku działalności człowieka jezioro zanika – powierzchnia akwenu wynosi mniej niż 2 tys. km², podczas gdy w 1973 roku – 25 tys. km².

## Nazwa
Nazwa jeziora Czad pochodzi od lokalnego słowa tsade, oznaczającego „jezioro”. Od jego nazwy pochodzi nazwa państwa Czad.

## Położenie
Jezioro leży w środkowej Afryce w Kotlinie Czadu. Znajduje się w części środkowej kotliny, jednak nie wypełnia jej najniżej położonego obszaru. Leży na pograniczu Czadu, Nigerii, Nigru i Kamerunu.

## Klimat
Średnie roczne opady wynoszą 320 mm, przy czym południowo-wschodnie wybrzeża otrzymują 1600 mm wody, a północne zaledwie 150 mm. W miejscowości Bol Dune – 384 mm, większość (89%) w okresie lipiec – wrzesień. Średnia roczna temperatura powietrza wynosi +21,4 °C.

## Hydrologia

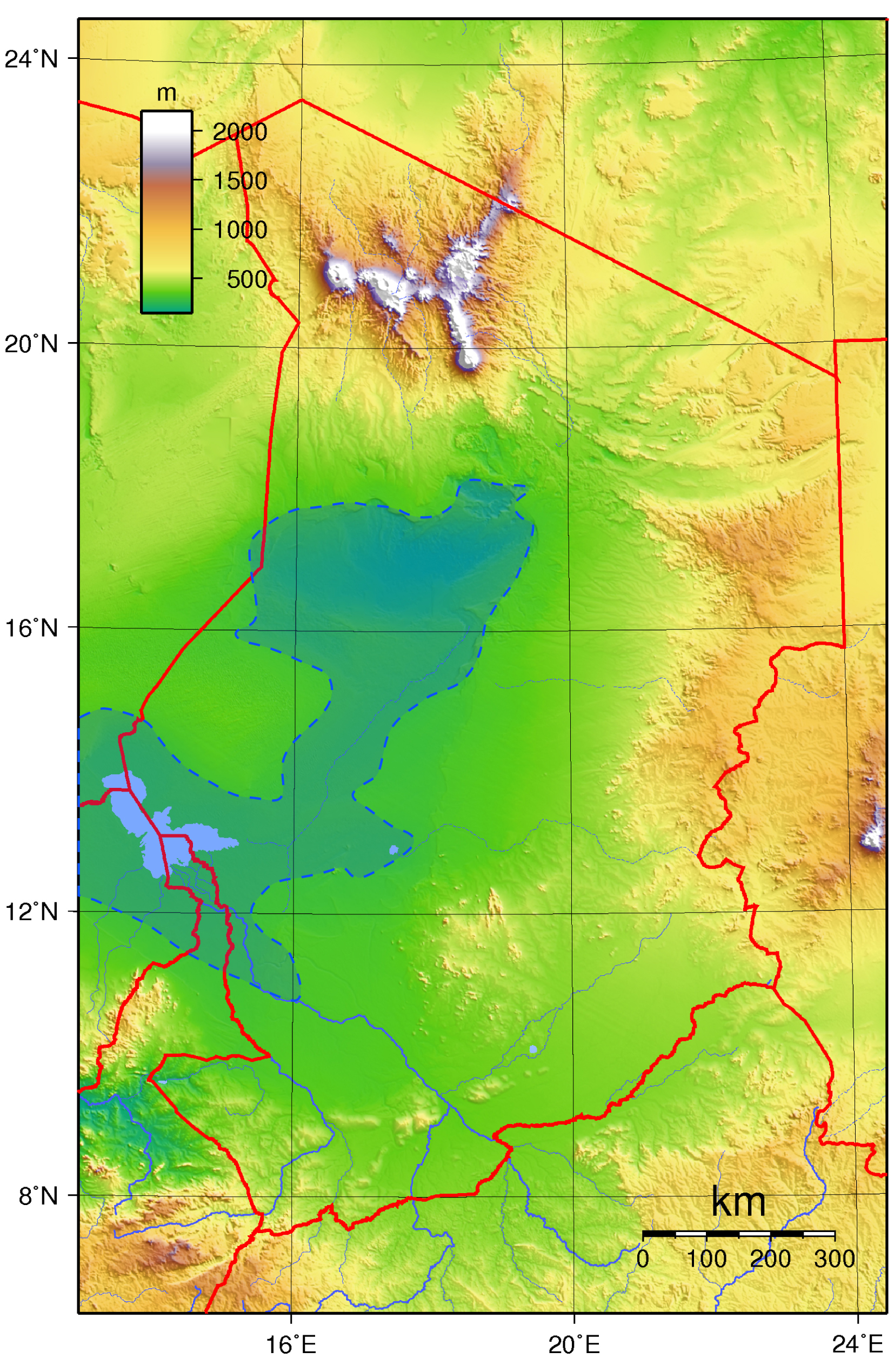
Maksymalna powierzchnia paleojeziora Megaczad oznaczona jest kolorem turkusowym, a jego granice wyznacza niebieska przerywana linia, powierzchnia współczesnego jeziora oznaczona jest kolorem błękitnym

W okresie wczesnego holocenu (najprawdopodobniej przed ok. 7 tysiącami lat temu) kotlinę wypełniało paleojezioro Megaczad (ang. Lake Mega-Chad, LMC) zajmujące powierzchnię prawie 350 tys. km².
Współcześnie akwen zajmuje mniej niż 2 tys. km², podczas gdy w 1973 roku wynosiła 25 tys. km². Zanik jeziora przypisywany jest zmianom klimatu oraz zużyciu wody. Powierzchnia zmienia się w zależności od pory roku i ulega znacznemu zmniejszeniu podczas przedłużających się okresów suszy. Najwyższy stan wód notowany jest w październiku i początku listopada, a najniższy pod koniec kwietnia i na początku maja. Jezioro traci ok. 2500 mm rocznie wskutek parowania; ponadto prawdopodobnie 250 mm zasila wody gruntowe. Jezioro zasilają wody rzek: Szari (95%), El Beid (4%) i Komadugu Yobe (1%). Zlewnia jeziora obejmuje obszar 2434 tys. km².
Jezioro rozdziela na dwie części pas mielizn rozciągający się na osi północny wschód – południowy zachód, powstały podczas suszy na początku XX w. Północna część jeziora jest głębsza niż południowa – w części północnej przeważnie 4–7 m, a części południowej 3–4 m. Średnia głębokość wynosi 3,6 m przy zajmowanej powierzchni 18 tys. km². Wysokość bezwzględna strefy bentonicznej waha się między 275,8 a 280,1 m, i wynosi średnio 278,21 m. Przy brzegach jeziora występują liczne piaskowe wysepki, które powiększają się w okresach niskiego stanu wód.
Zasolenie wody jest nietypowo niskie jak na jezioro endoreiczne w strefie klimatu tropikalnego. Najwyższe zasolenie notowane jest w porze suchej w północno-wschodniej części zbiornika.

### Zanik jeziora
Opisy podróżników z okresu pomiędzy XIII a XIX w. wskazują na wysoki stan wody w tym czasie – jezioro sięgało rzeki El-Ghazal. W 1870 roku powierzchnia jeziora liczyła 28 tys. km². Wysoki stan wód w latach 1850–1900 poprzedzony był okresem suszy w latach 1823–1850. W początku XX w. powierzchnia jeziora zaczęła się kurczyć, a najniższy stan wody obserwowano w latach 1914–1920. W okresie 1953–1964 woda podniosła się, a powierzchnia jeziora powiększyła się do 23,5 tys. km², ponownie sięgając rzeki El-Ghazal. W latach 70. i 80. XX w. obserwowano największą amplitudę rocznych wahań stanu wody. W połowie lat 80. powierzchnia zbiornika skurczyła się rekordowo do 3,9 tys. km². Ponownie tak rekordowo mała powierzchnia odnotowana została na początku XXI w. w okresie rekordowo niskich opadów, na które mogła wpłynąć degradacja środowiska. Projekty irygacyjne Czadu, Kamerunu, Nigerii i Nigru obniżyły zarówno poziom wody w jeziorze i zasilających je rzekach. Szacuje się, że ludzka działalność w połowie odpowiada za zmniejszenie powierzchni jeziora.
Od lat 60. XX w. w regionie jeziora prowadzone są długoterminowe badania klimatologiczne. W 1964 roku Kamerun, Czad, Niger, Nigeria, od 1996 roku także Republika Środkowoafrykańska, a od 2008 Libia – pracują w ramach Komisji ds. zlewni jeziora Czad (ang. Lake Chad Basin Commission) w sprawach regulacji użytkowania zbiornika, w tym zasobów wody i połowu ryb. Współpraca obejmuje również działania na rzecz zatrzymania zaniku jeziora.

## Flora i fauna
W przeszłości brzegi jeziora porastały gęste lasy z mleczarami i hebanowcami, które uległy przerzedzeniu i zubożeniu gatunkowemu wskutek zmian użytkowania ziemi oraz progresywnej degradacji. Obecnie przeważają gatunki lepiej przystosowane do mniejszej wilgotności takie jak akacja, baobab, kolibło egipskie, różne gatunki arekowatych, Commiphora africana czy głożyna omszona. Na obszarach częściowo zalewanych rośliny wieloletnie są sukcesywnie wypierane przez uprawy zbóż. Środowisko wodne zdominowane jest przez ciborę papirusową, Aeschynomene elaphroxylon, grzybieniowate i trzciny.
Na przestrzeni XX w. różnorodność gatunkowa zwierząt występujących na brzegach jeziora również uległa zubożeniu. Lwy, lamparty, nosorożce i hipopotamy są rzadko spotykane. W regionie jeziora występują setki gatunków ptaków, z których wiele gniazduje, m.in. strusie, sekretarze, cyranki, kaczki, kazarki egipskie, pelikany małe, marabuty afrykańskie, ibisy kasztanowate czy warzęchy czerwonolice. Brzegi jeziora zamieszkują krokodyle nilowe, węże Python sebae i kobry plujące. W wodach jeziora żyje ponad 40 gatunków ryb o znaczeniu komercyjnym (m.in. Alestes baremoze i lates nilowy), a także przedstawiciele dwudysznych.

## Historia
Jezioro zostało odkryte w 1823 roku. Było czwartym pod względem wielkości śródlądowym zbiornikiem wodnym Afryki po Jeziorze Wiktorii, Tanganice i Malawi.
Do najstarszych znalezisk dokumentujących obecność człowiekowatych w okolicach jeziora należą skamieniałości sahelantropa, zamieszkującego ten region ok. 6–7 milionów lat temu. Odkryte zostały podczas francusko-czadyjskiej wyprawy paleontologicznej na początku XXI w.